# Îles Montalivet
Les îles Montalivet sont des îles de l'archipel Bonaparte. Elles se situent sur la côte nord-ouest de l'Australie, dans l'État d'Australie-Occidentale, et sont baignées par l'océan Indien.
Elles ont été découvertes par l'expédition du commandant Nicolas Baudin en 1802 qui les nomma en l'honneur de Jean-Pierre Bachasson, comte de Montalivet (1766 - 1823), pair de France et homme d'État français, qui fut ministre de l'Intérieur de Napoléon Ier.
Elles sont composées de deux îles :
- East Montalivet Island : 14° 16′ S, 125° 18′ E
- West Montalivet Island : 14° 18′ S, 125° 13′ E